# Microstars
MicroStars - seria figurek piłkarskich firmy Corinthian, nieco mniejszych od podobnych figurek tej samej firmy o nazwie ProStars. MicroStars mają ok. 5 cm wysokości i wychodzą w 7 różnych kolorach podstawek: zielonym, czerwonym, niebieskim, białym, srebrnym, złotym oraz czarnym. 
Figurki MicroStars zostały wydane w 19 seriach w Wielkiej Brytanii. Figurki pojawiły się również w innych krajach (Japonia, Szwecja, Polska, Meksyk, Niemcy i in.).

## Dodatki
- Powershot- gra w rzuty karne. Do każdego takiego zestawu dołączane są  2 figurki - bramkarz oraz strzelec.
- Microdome
- World Club League
- Superclub